# Carl Robert Osten-Sacken
Baron Carl Robert Osten-Sacken (Russisch: Роберт Романович Остен-Сакен, Robert Romanovitsj Osten-Saken) (Sint-Petersburg, 21 augustus 1828 - Heidelberg, 20 mei 1906) was een Russisch aristocraat, diplomaat en entomoloog. Zijn entomologische publicaties verschenen meestal onder de naam Osten Sacken.
In 1849 nam hij dienst bij het ministerie van buitenlandse zaken van het Russische keizerrijk. Hij werd in 1856 naar Washington gezonden als secretaris van de Russische Legatie in de Verenigde Staten. Hij verbleef tot 1877 in de Verenigde Staten. Van 1862 tot 1871 was hij consul-generaal in New York. Daarna nam hij ontslag uit de diplomatieke dienst en na enkele reizen naar Europa woonde hij als privépersoon in de Verenigde Staten. In 1877 keerde hij terug naar Europa en vestigde zich in Heidelberg, waar hij als privé-wetenschapper verderging met zijn entomologische studies.
Tijdens zijn verblijf in de Verenigde Staten hield hij zich op entomologisch vlak vooral bezig met het catalogiseren van de Diptera van Noord-Amerika. Hij werkte hiervoor veel samen met Hermann Loew. Hij maakte voor de Smithsonian Institution in 1858 een lijst van alle beschreven Diptera-soorten van Noord-Amerika, en een tweede editie hiervan twintig jaar later. Hij beschreef zelf talrijke nieuwe soorten en geslachten. Hij bouwde zelf een collectie op met een aantal nieuwe soorten, die hij schonk aan het Harvard Museum of Comparative Zoology, waar hij in 1873-1875 werkte.
Hij was vooral geïnteresseerd in de taxonomie van de Diptera en zijn publicaties na zijn terugkeer in Europa waren hoofdzakelijk hieraan gewijd en niet zozeer aan de beschrijving van nieuwe soorten. Hij stelde ook de term "chaetotaxie" voor, waarmee hij de rangschikking van de borstels (macrochaetae) op de verschillende lichaamsdelen van tweevleugeligen bedoelde; dit naar analogie met fyllotaxie, de rangschikking van bladeren bij planten.
Planetoïde (335) Roberta, ontdekt in 1892 in Heidelberg door A. Staus, is naar hem genoemd.